# 20336 Ґретаміллс
20336 Ґретаміллс (20336 Gretamills) — астероїд головного поясу, відкритий 21 квітня 1998 року.
Тіссеранів параметр щодо Юпітера — 3,373.